# Mezinárodní automobilová výstava

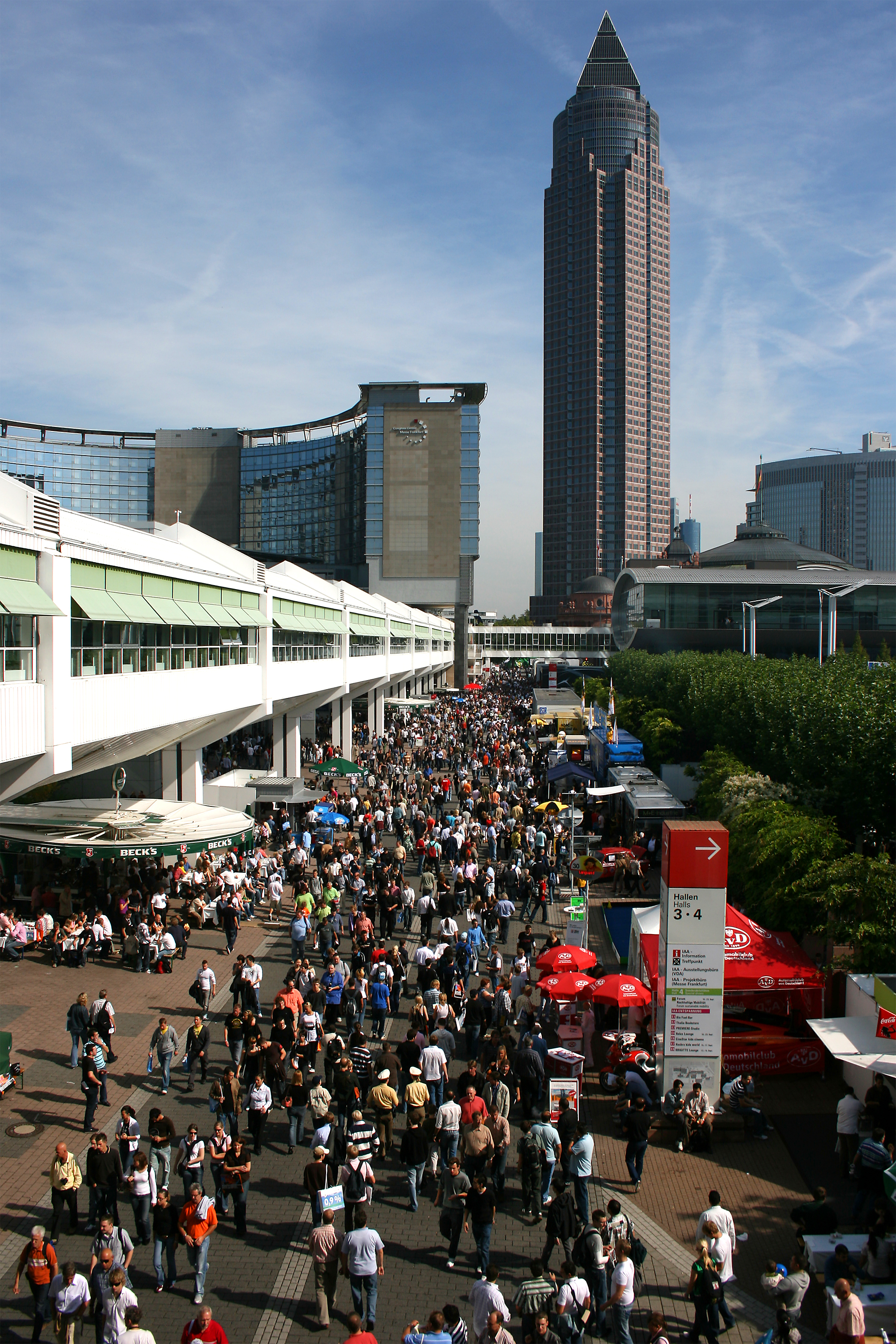
Návštěvníci na autosalonu (2007)

Mezinárodní automobilová výstava (německy Internationale Automobil Ausstellung), známý též jako Frankfurtský autosalon nebo pod zkratkou IAA, je mezinárodní akce, která se koná každé dva roky na přelomu září a října ve Frankfurtu nad Mohanem. Veletrh se koná vždy v lichých letech, sudé ročníky probíhají v obdobném termínu v Paříži. Autosalon se řadí k největším a nejdůležitějším akcím motoristického světa a v minulosti si na něm odbylo světovou premiéru mnoho významných aut, zejména německé provenience.

## Statistika návštěvnosti
| Ročník | Rok  | Návštěvníků |
| ------ | ---- | ----------- |
| 64     | 2011 | 928.100     |
| 65     | 2013 | 900.000     |
| 66     | 2015 | 931.700     |

## Galerie
Stánky největších vystavovatelů – domácích prémiových značek. Každá z následující trojice mívá samostatnou výstavní halu:

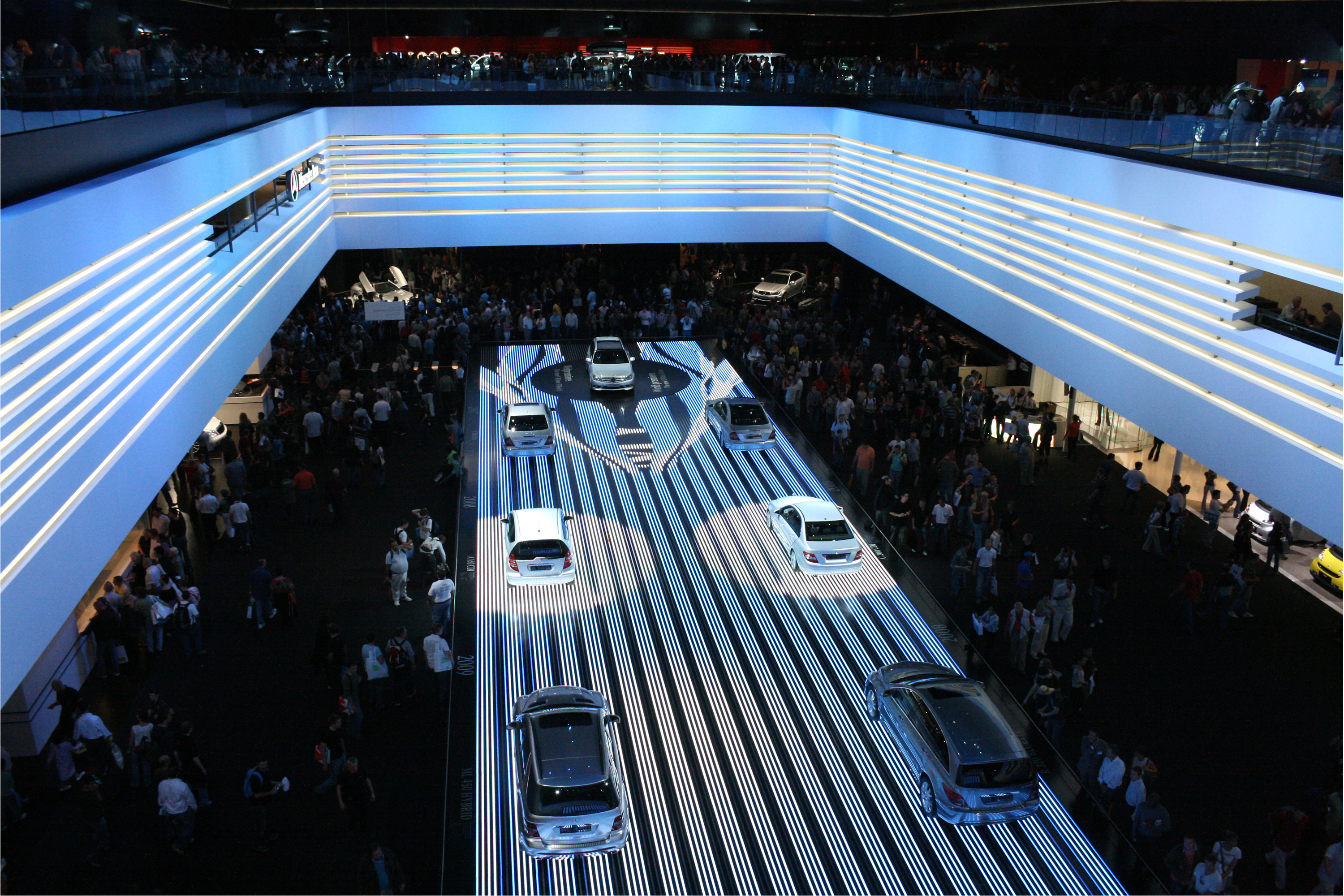
Mercedes-Benz
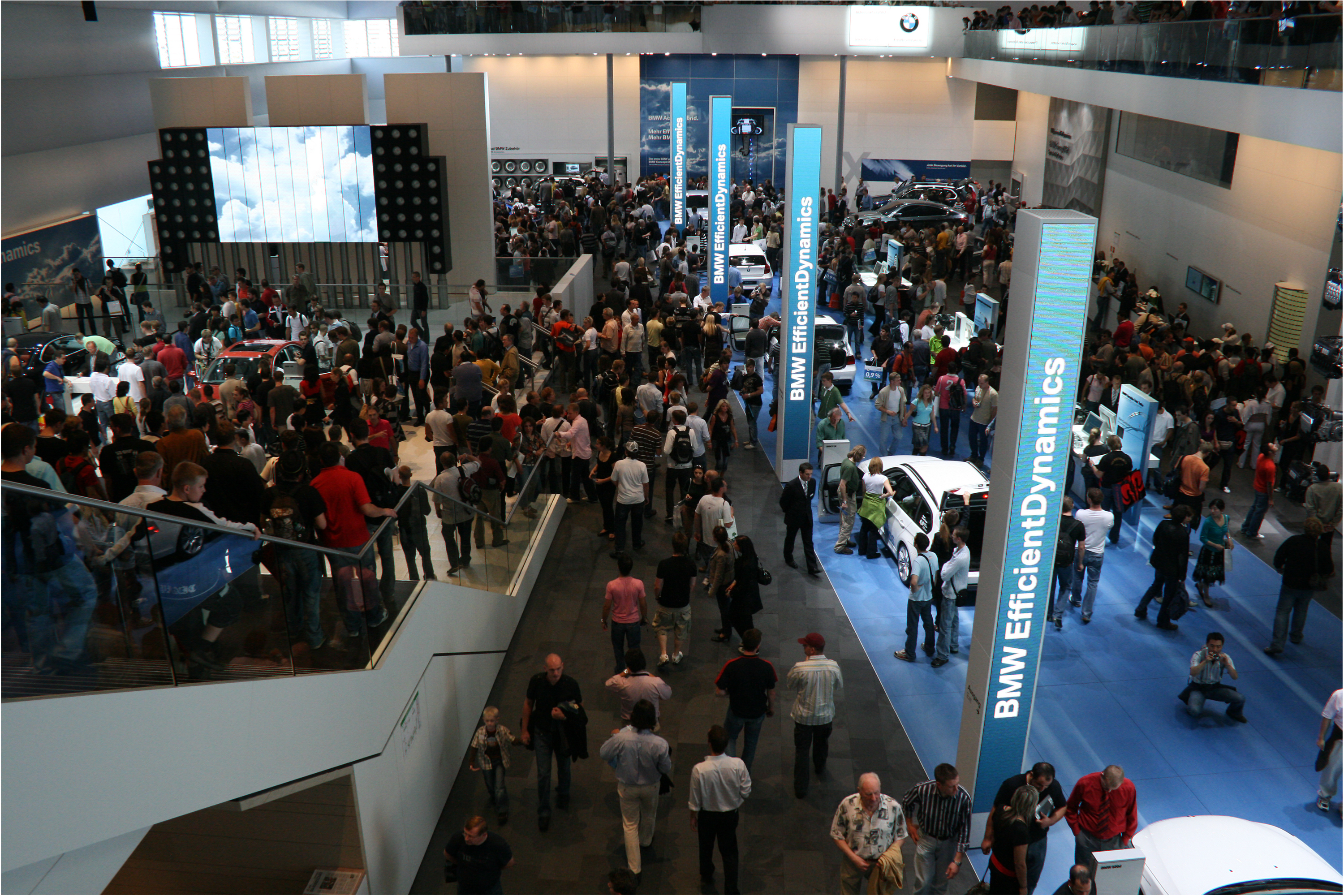
BMW
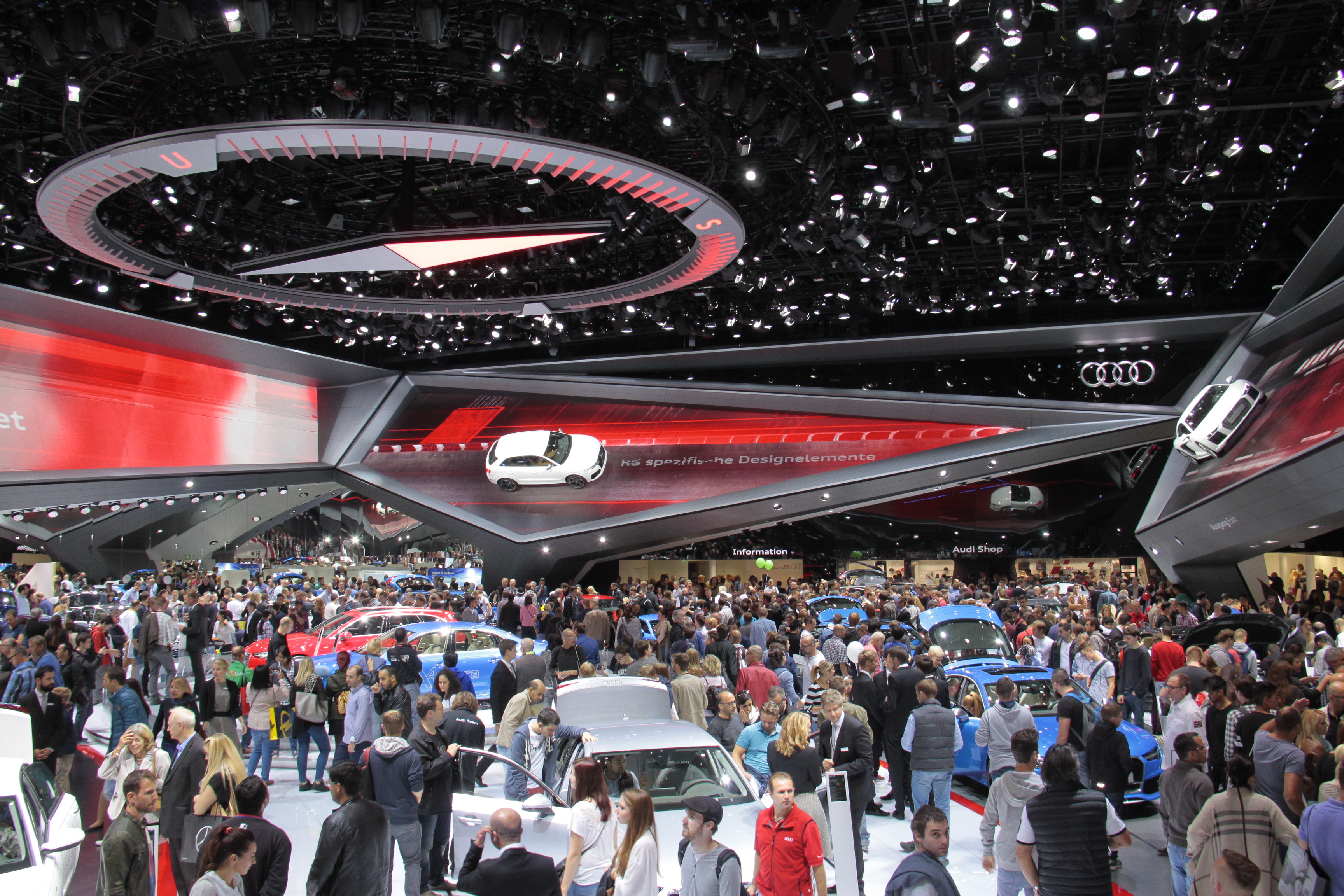
Audi